# Boyton, Cornwall
Boyton är en ort och civil parish i Storbritannien.   Den ligger i grevskapet Cornwall och riksdelen England, i den södra delen av landet, 300 km väster om huvudstaden London. Boyton ligger 133 meter över havet och antalet invånare är 425.
Terrängen runt Boyton är platt.Runt Boyton är det ganska tätbefolkat, med 67 invånare per kvadratkilometer. Närmaste större samhälle är Launceston, 7,2 km söder om Boyton. Trakten runt Boyton består i huvudsak av gräsmarker.